# Азаттик
Азатти́к (каз. Азаттық) — село у складі Мактааральського району Туркестанської області Казахстану. Входить до складу Мактааральського сільського округу.
До 2000 року село називалось Правда.
Населення — 938 осіб (2021; 737 у 2009, 667 у 1999, 479 у 1989).